# Acrotaphus fuscipennis
Acrotaphus fuscipennis là một loài tò vò trong họ Ichneumonidae.